# Berau (stato)
Il regno di Berau, detto anche sultanato di Berau (in lingua aceh: Kerasultan Berau) fu uno stato principesco esistito nell'attuale Indonesia dal 1377 sino al 1810.

## Storia
Il primo sovrano dello stato di Berau fu Aji Raden Suryanata Kesuma, passato alle cronache come sovrano saggio e dal lungo regno durato in tutto 32 anni, dal 1377 al 1426. Sotto il suo governo lo stato prosperò largamente unendo diverse entità territoriali preesistenti (Banua Designing, Banua Pantai, Banua Kuran, Banua Rantau Buyut e Banua Rantau Sewakung) ed assicurando l'unità al suo popolo. Nei documenti storici, Aji Suryanata Kesuma è noto per essere molto influente e autorevole, quindi è una figura del re rispettato dagli amici e temuto dagli avversari. 
Il Nagarakretagama, scritto da Mpu Prapanca nel 1365, non fa menzione del regno di Berau come di una delle terre conquistate dal regno di Majapahit da Gajah Mada. Secondo gli storici questa mancanza può essere dovuta a diversi fattori, fra cui il nome differente di Berau che all'epoca poteva essere noto come Sawaku o Sawakung (dal nome di un vecchio insediamento locale che forse ne era la capitale). L’Hikayat Banjar, il cui ultimo capitolo è stato scritto nell'anno 1663, fa menzione di rapporti tra il sultanato di Berau con quello di Benjar durante il periodo di regno del maharaja Suryanata, l'antico sovrano Banjar del XIV secolo (allora chiamato Negara Dipa). Ancora nel Cinquecento, vi sono menzioni di scambi di truppe e supporti militari tra i due stati, sino a divenirne uno stato tributario, situazione che perdurò sino alla fine del XVII secolo quando, sotto il regno di Muhammad Hasanuddin, il regno si rese indipendente.
Durante il periodo di reggenza del governatore generale della Compagnia olandese delle Indie orientali, Jacob Mossel (1750-1761), venne stipulato un accordo tra il sultano Tamjidullah I di Banjar (1734-1759) e la compagnia olandese firmata il 20 ottobre 1756. In questo accordo, la compagnia olandese avrebbe aiutato il sultano Tamjidullah I a riconquistare l'area del sultanato di Banjar che si era separata, inclusa quella di Berau con Kutai, Pasir, Sanggau, Sintang e Lawai. Le zone vennero riunificate e pacificate, ma dalla morte del sultano Zainal Abidin II nel 1810, si aprì una disputa dinastica per la sua successione, che culminò infine nella divisione del territorio di Berau nei sultanati di Gunung Tabur e Sambaliung.

## Sovrani di Berau
- Aji Surya Natakesuma / Baddit Dipatung (1377-1401)
- Aji Nikullan (1401-1426)
- Aji Nikutak (1426-1451
- Aji Nigindang (1451-1470)
- Aji Panjang Ruma (1470-1495)
- Aji Tumanggung Barani (1495-1524)
- Aji Sura Raja (1524-1550)
- Aji Surga Balindung (1550-1576)
- Aji servito (1576-1600)
- Aji Pangeran Tua (1600-1624)
- Aji Pangeran Dipati (1624-1650)
- Aji Kuning I (Aji Kuning Berau) (1650-1676)
- Muhammad Hasanuddin (1676-1700), primo sultano indipendente
- Zainal Abidin I (1700-1740)
- Muhammad Badaruddin (1740-1760)
- Maulana Muhammad Salehuddin (1760-1777)
- Amiril Mu'minin (1777-1800)
- Zainal Abidin II (1800-1810)